# Deng Wei
Pour les articles homonymes, voir Deng et Wei.
Dans ce nom chinois, le nom de famille, Deng, précède le nom personnel.
Deng Wei est une haltérophile chinoise née le 14 février 1993 à Sanming. Elle a remporté l'épreuve des moins de 63 kg aux Jeux olympiques d'été de 2016 à Rio de Janeiro.

## Palmarès

### Jeux olympiques
- Haltérophilie aux Jeux olympiques d'été de 2016 à Rio de Janeiro
  -  Médaille d'or en moins de 63 kg.

### Jeux olympiques de la jeunesse
- Haltérophilie aux Jeux olympiques de la jeunesse d'été de 2010  à Singapour
  -  Médaille d'or en moins de 58 kg.

### Championnats du monde d'haltérophilie
- Championnats du monde d'haltérophilie 2015 à Houston
  -  Médaille d'or en moins de 63 kg.
- Championnats du monde d'haltérophilie 2014 à Almaty
  -  Médaille d'or en moins de 63 kg.
- Championnats du monde d'haltérophilie 2010 à Antalya
  -  Médaille d'or en moins de 58 kg.

### Jeux asiatiques
- Jeux asiatiques de 2014 à Incheon
  -  Médaille d'argent en moins de 63 kg.